# Koreaanse Katholieke Vereniging
De Koreaanse Katholieke Vereniging (Koreaans: 조선카톨릭교협회) is een in 1988 opgerichte Noord-Koreaanse organisatie die volgens overheidsopgaven het katholicisme in dat land vertegenwoordigt. Ofschoon niet erkend door het Vaticaan, zijn er wel informele contacten met de Heilige Stoel. De Koreaanse Katholieke Vereniging staat onder controle van de Koreaanse Arbeiderspartij en wordt erkend als zogenaamde massa-organisatie. De eveneens door de Arbeiderspartij gesanctioneerde organisatie die officieel het Noord-Koreaanse protestantisme representeert is de Koreaanse Christelijke Federatie, die al in de jaren 40 van de twintigste eeuw was opgericht.
Voorzitter van de vereniging (sinds 1989) is Samuel Jang Jae-on.